# 山田タマル
山田 タマル（やまだ たまる、1982年12月1日 - ）は、日本の女性シンガーソングライター。東京都杉並区出身。東京都立西高等学校、早稲田大学第二文学部卒業。2011年から2016年にかけて、「タマル」として活動していた。

## 人物
- 幼い頃から父や母の影響で、洋楽・主にジャズやカントリーを聴いて育つ。
- 高校生の頃よりアコースティックギターを始め、自身で楽曲を作るようになる。2000年、高校3年生の時に出場した音楽コンテストで優勝し、自主制作で作品を2枚発表する。
- 以後は早稲田大学へ進学。大学在学中は文学部で学ぶかたわらで映像にも興味を持ち、2003年度第16回ACC学生CMコンクールにも作品を応募し、ラジオCM部門の銅賞を受賞している。
- 大学卒業後は品川の原美術館に就職し、受付勤務をしていた。メジャーデビューを期に退職したが、2007年6月1日にその原美術館においてスペシャルライブを行った。
- あまりにも朝が弱く目覚まし時計では起きないため、自ら編み出した「骨伝導式携帯電話起床法」（バイブレーション機能にした携帯電話を身体に接着させて、バイブレーションによって目覚めるというもの）で起床しているという。当初は頭に紐で縛って寝ていたが、頭痛や骨の歪みを考慮して、後に鎖骨に携帯電話を当てるようにしたという。
- 趣味はスポーツ（ジョギング）、ヨガ、神社仏閣聖堂巡り。
- 座右の銘は「温故知新」。

## 略歴
- 2000年、自主制作で2枚のミニアルバムを発表。
- 2004年、インディーズ活動を再開。インディーズ時代にレコード会社のスタッフがライブを見ていたことからメジャーデビューのきっかけをつかむ。
- 2005年8月21日より、資生堂『MAQuillAGE』のCMに、デビューシングル「My Brand New Eden」のイントロ部が使われる。同楽曲の存在が明らかになるにつれ、多大な注目が集まる。
- 2006年4月5日、シングル「My Brand New Eden」でBMG JAPANよりメジャーデビュー。オリコン初登場15位を記録。5月20日には日本テレビ系『音楽戦士 MUSIC FIGHTER』で初のテレビ出演を果たす。
- 2006年10月より、鮎川誠率いるTHE AURIS (SUPER) BANDにボーカルとして参加。
- 2006年12月6日、1stミニアルバム『回廊』をリリース。
- 2007年2月10日、同名映画のイメージソングに起用されたシングル「あなたになら言える秘密のこと」を、映画上映劇場およびダウンロード配信で限定発売する。2月16日には日本テレビ系『ラジかるッ』でも初の特集が組まれ、本人も出演する。
- 2007年11月7日、初のフルアルバム『start』をリリース。
- 2008年5月23日、渋谷クラブクワトロにて初のワンマンLIVE『LIVE2008 start&standard』を開催する。
- 2010年6月、自身初のカバーアルバム「Discover vol Ⅰ」をリリース。
- 2010年11月、アーティスト名を「タマル」に改名。カバーアルバム第二弾「Discover vol Ⅱ」をリリース。
- 2011年、デジタルシングル「観覧車」
- 2012年、デジタルシングル「The Water is Wide～Original Japanese Lyrics～」をリリース。
- 2012年10月～、BS-TBS「徳さんのお遍路さん 四国八十八カ所 心の旅」テーマ曲「OHENRO-SAN」、「どんどんどこまでも」をはじめ番組音楽の監修を務める。（作詞作曲）
- 2012年11月21日、デジタルシングル「OHENRO-SAN」、「どんどんどこまでも」をリリース。
- 2013年7月、舞台テトラクロマット「銀河廃線　あの夜、僕は汽車から降りた。」音楽プロデュース。
- 2014年12月、舞台テトラクロマット「花の下にて」音楽プロデュース。
- 2016年8月、舞台テトラクロマット「風は垂てに吹く」音楽プロデュース、初舞台出演。

## ディスコグラフィー
詳細は各作品の項目を参照。

### シングル
- My Brand New Eden（2006年4月5日）
- 秘密の静寂（2006年9月20日）
- Love you ROSE（2007年8月22日）
- あなたになら言える秘密のこと（2007年2月10日）- 映画『あなたになら言える秘密のこと』公開劇場販売・ダウンロード配信のみ限定流通
- A Beautiful Day（2007年3月17日）- 配信限定シングル
- 恋をしなさい（2018年12月22日） - BS-TBS「大沢たかお インカ帝国 隠された真実に迫る」テーマ曲
- Lâle（2019年6月26日） - BS-TBS トルコ至宝展特別番組「木村文乃 至宝が誘う悠久のイスタンブルへ」テーマ曲
- Open Eyes Only（2020年12月22日）
- レコード（2021年4月13日）

### アルバム

#### メジャー
- 回廊（2006年12月6日）
- TVアニメ『フルメタル・パニック！Invisible Victory』OP/ED主題歌集Operation Able（2018年5月9日）

- start（2007年11月7日）- フルアルバム

- 山田タマル ALL-TIME BEST とっくに愛してる（2018年10月24日）- ベストアルバム

#### インディーズ
- にはち（2000年）
- Nothing but;（2000年）
- WARP（2005年3月2日）
- 恋の景色（2006年2月8日）
- 二重惑星（2018年12月18日） - 限定ミニアルバム
- VITA NUOVA（2020年6月20日）- トリオアルバム（山田タマル, 中垣真衣子 & 秋山暁子）
- AQUARIUS（2020年12月22日）

### 参加作品
- FLat 7『lost in blue』（2005年8月3日）
  - 「pieces」「one day, one sight」「much water flows under the bridge」：ボーカル・楽曲制作参加
- 林有三&サロン'68『或るヴァカンス』（2005年9月7日）
  - 「いいわけ」：ボーカル参加
- THE AURIS (SUPER) BAND『MY WAY』（2006年12月20日）
- V.A.『女子力UP!自分力UP!大人力UP!の女子コンピ! L25』（2007年4月4日）
  - 「My Brand New Eden」：楽曲収録
- CRYPTO ROOM『コスメティック・ハウス』（2009年3月4日）
  - 「マイピュアレディ」「君は薔薇より美しい」カバー参加
- 終末なにしてますか? 忙しいですか? 救ってもらっていいですか? オリジナルサウンドトラック『青い記憶』(2017年7月12日)
  - 「Always in my heart」「Scarborough Fair」「Call you」「Ever be my love」：ボーカル・楽曲制作参加
- ホクレン ななつぼし TVCM「マツコのお福分け新米増量開始」篇（2021年）：ボーカル参加

## 出演

### CM
- ヱビスビール『ヱビス <ザ・ホップ>』「グリーンベンチ篇」（2007年4月4日 - 6月）
  - 友人でもある歌手・坂本美雨との共演

### 舞台
- テトラクロマット「風は垂てに吹く」（2016年8月18日 - 23日、吉祥寺シアター）タソガレ・カワタレ役